# Nettidsskrift
 Der er for få eller ingen kildehenvisninger i denne artikel, hvilket er et problem. Du kan hjælpe ved at angive troværdige kilder til de påstande, som fremføres i artiklen.

Et netmagasin eller nettidsskrift, evt. onlinemagasin eller webzine, er et tidsskrift der udgives på internettet.
Nettidsskrifter kan ses i modsætning til tidsskrifter der udkommer på papir. Mens papirbårne tidsskrifter ofte udkommer periodisk vil netmagasiner tit udkomme løbende, efterhånden som artiklerne skrives.
Netmagasiner enten være betalings- eller gratistjenester, eller en blanding.
Netmagasiner kan udkomme på nettet som selvstændige websteder eller via specielle tjenester såsom Issuu.
Visse netmagasiner leverer også deres indhold via specielle apps.